# Ara kaninda
Ara kaninda (Ara glaucogularis) je papoušek endemický k malému území na hranici střední a severní Bolívie známém jako Los Llanos de Moxos. Podle nedávných průzkumů čítá populace tohoto ary pouze 250–300 volně žijících jedinců a tudíž je i považován za kriticky ohrožený druh. Hlavní příčinou tohoto statusu je přitom nelegální lov a odchyt.

## Popis
Tohoto papouška si lze snadno splést s arou araraunou, ale při bližším prozkoumání má na hrdle na rozdíl od ary ararauny modrou barvu a jemnou hlavu zdobí méně masivní zobák. Základní zbarvení je modré a žlutooranžové. Zobák je černý, kulaté oko má žlutavou duhovku. Mladí ptáci ji však mají do jednoho roku spíše šedou. Částečně holá oblast obličeje bývá bílá, ale pokud je pták rozrušený, může dostat nádech do růžova. Váží obvykle kolem 750 gramů a měří 88 centimetrů. Velkou část délky papouška tvoří ocas.

## Galerie

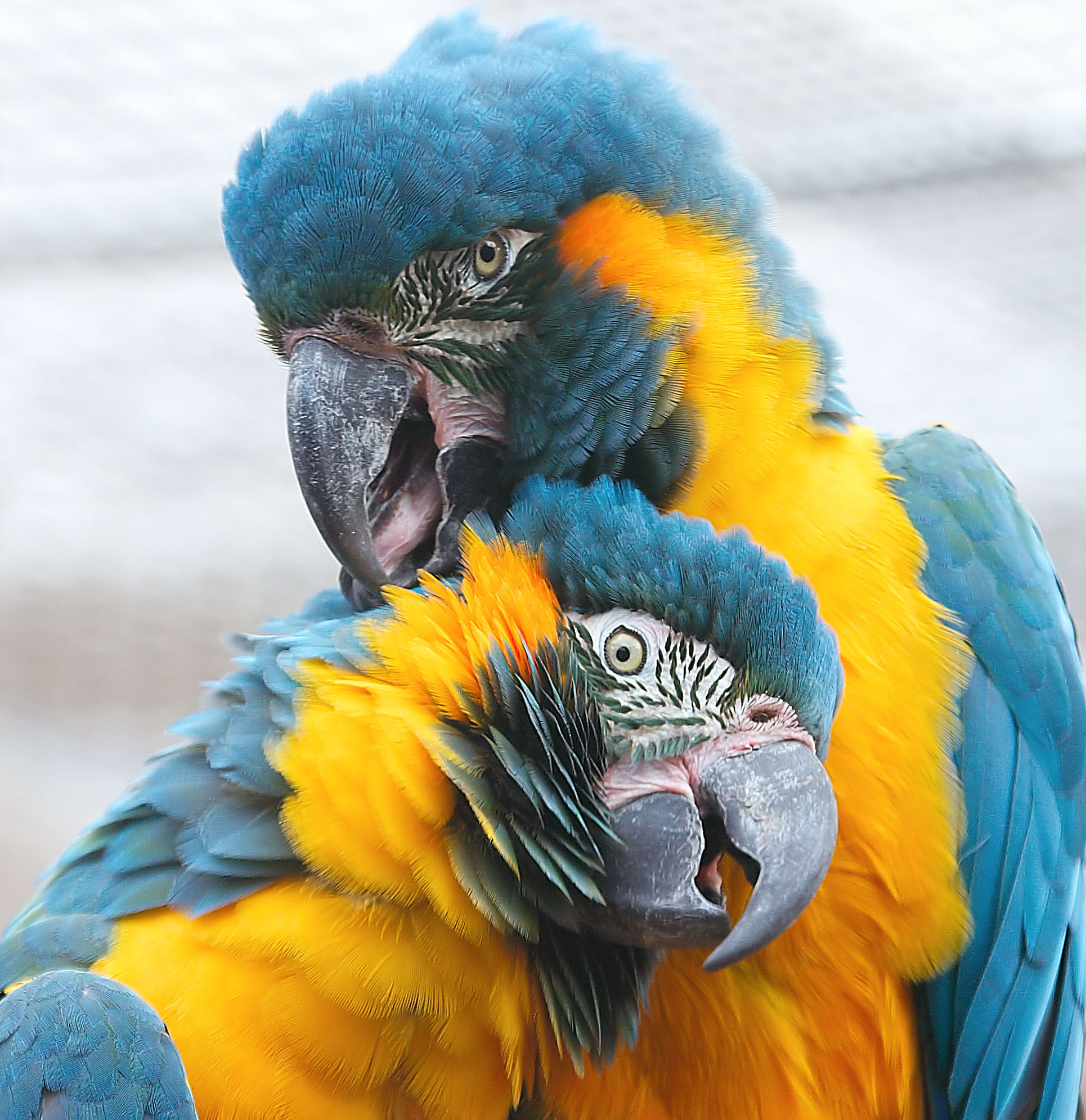
Ara glaucogularis
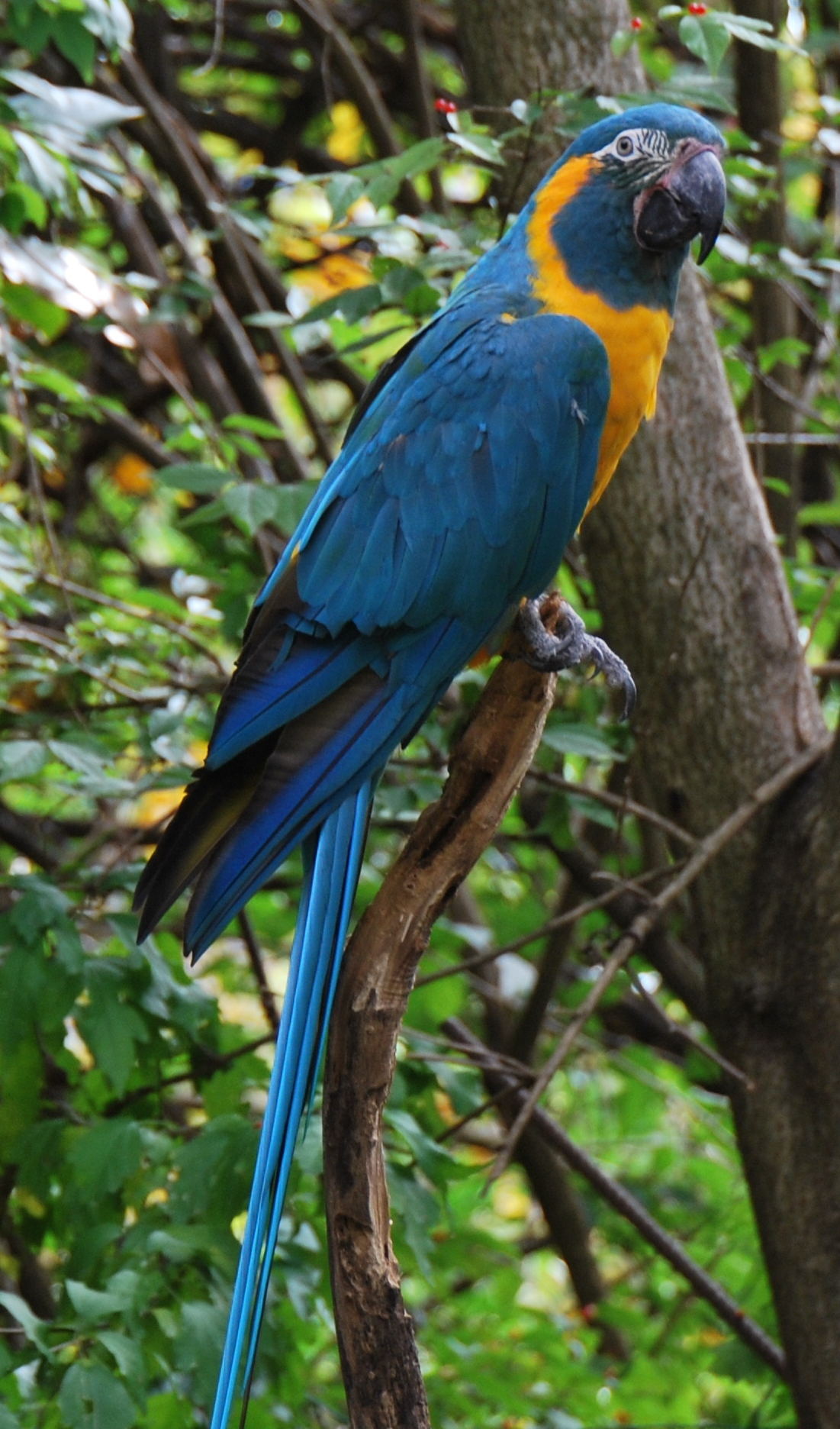
Ara glaucogularis
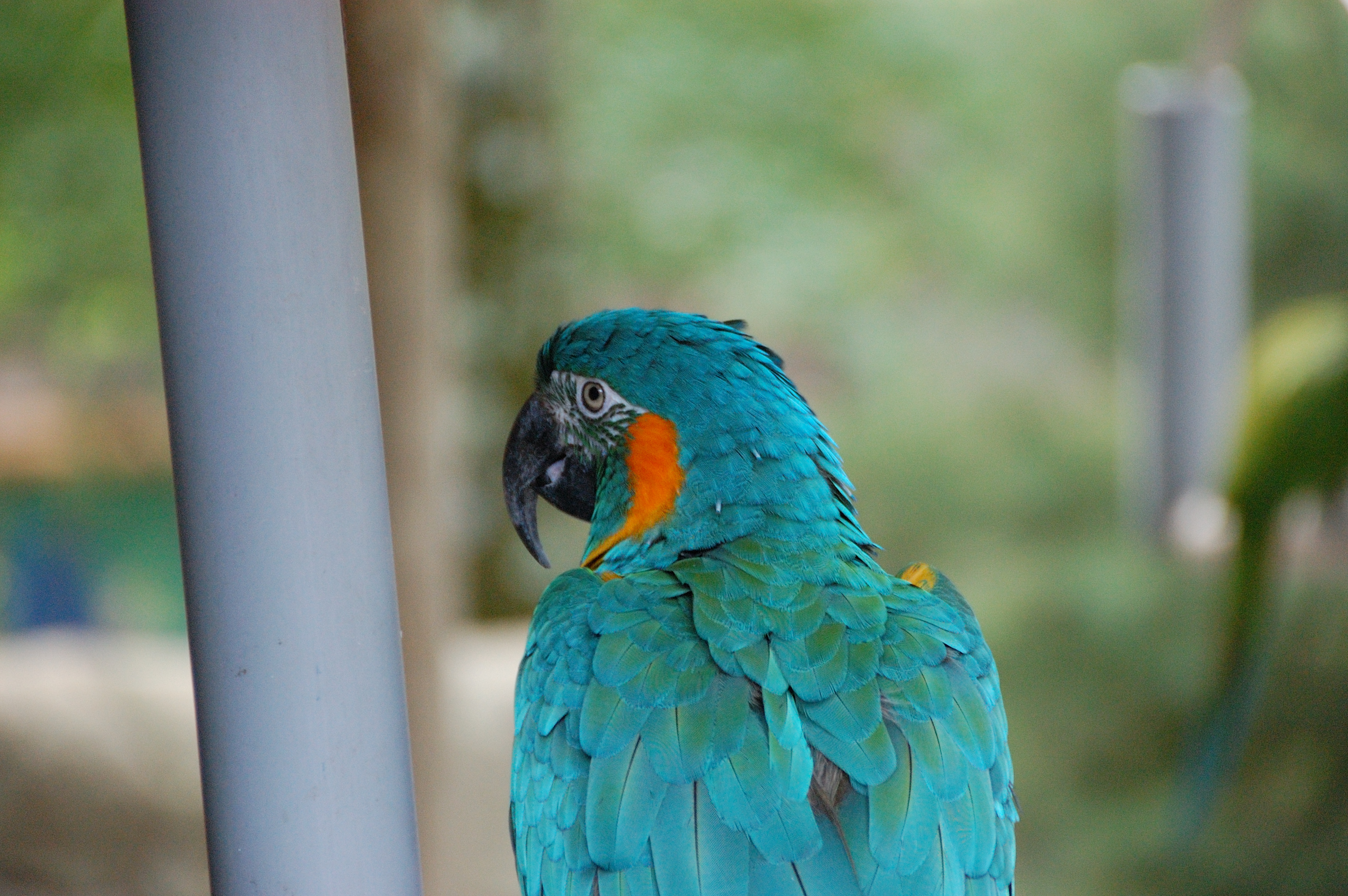
Ara glaucogularis
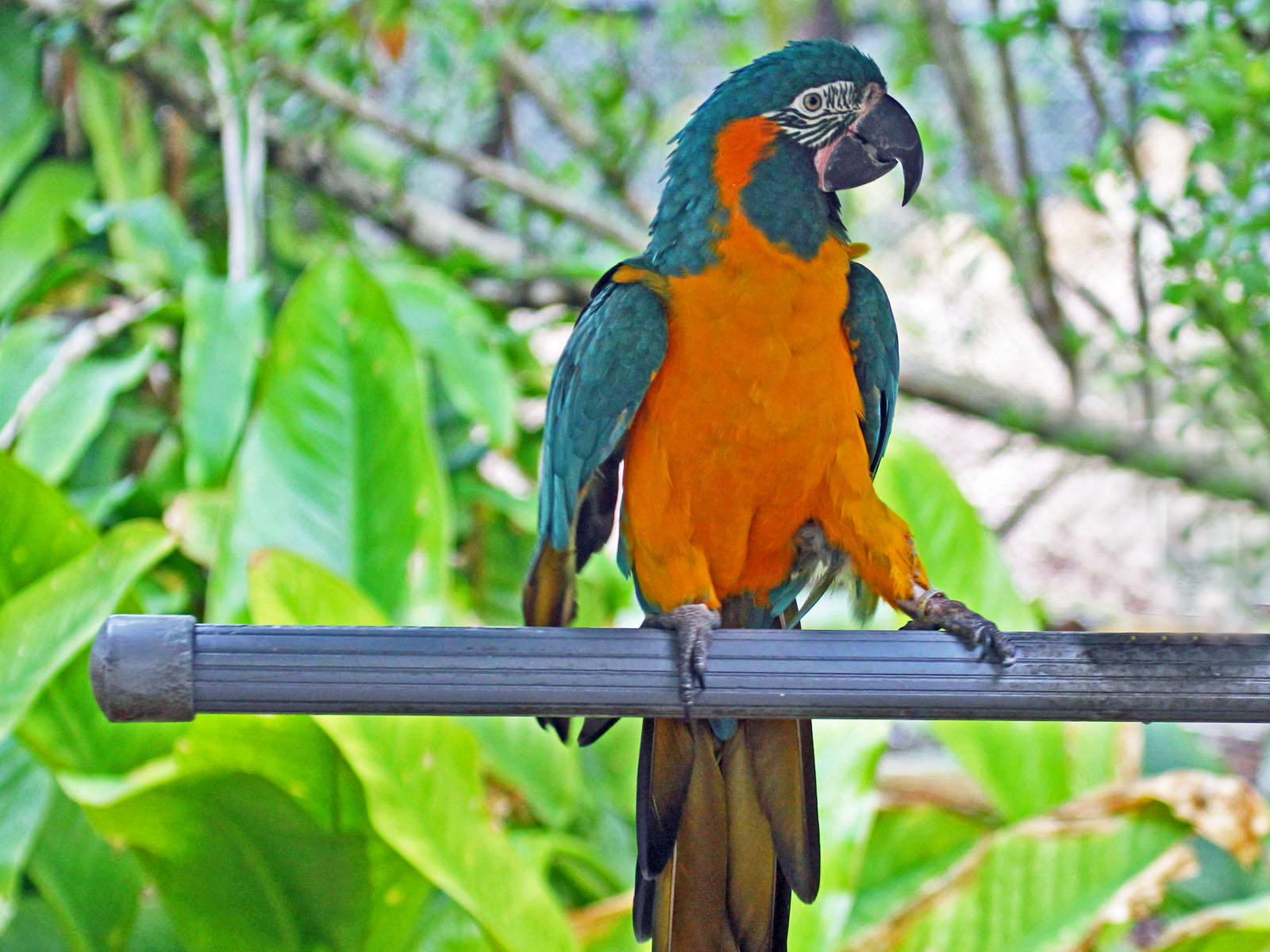
Ara glaucogularis